# Monolith Productions
Monolith Productions (сокращенно: Monolith) — компания по разработке компьютерных игр, располагавшаяся в Керкленде, штат Вашингтон, США.

## История компании
Основана в октябре 1994 года. С 1997 по 1999 год была также издателем компьютерных игр, как собственной, так и сторонней разработки. Некоторые игры выпущены под брендом LithTech, Inc.
Компания стала известна своими играми Blood, No One Lives Forever, No One Lives Forever 2: A Spy in H.A.R.M.'s Way и серией игр F.E.A.R.
Для своих проектов Monolith разработала игровой движок Lithtech (позднее сотрудников, отвечающих за него, выделили в отдельную студию — Touchdown Entertainment). Первой игрой, использовавшей движок, стала Shogo: Mobile Armor Division, вышедшая в 1998 году.
В 2004 году Monolith Productions была куплена Time Warner, и принадлежит его подразделению — Warner Bros. Interactive Entertainment.
Уже в 2005 году компания выпускает игру Condemned: Criminal Origins, сиквел к которой был выпущен в 2008 году.
В начале ноября 2011 года Джордж Бруссард (англ. George Broussard) опубликовал на своей Twitter-страничке информацию о том, что Warner Bros приняла решение о сокращении штата в своих внутренних студиях, расположенных в городе Сиэтл, штат Вашингтон, и что уволено 60 сотрудников; журнал Computer and Video Games уточнил, что сокращению подверглись сотрудники студий Monolith и Snowblind.
В 2014 Monolith выпустили в свет Middle-earth: Shadow of Mordor, а в 2017 году компания представила сиквел — Middle-earth: Shadow of War, в которой также задействовала новую версию собственного движка.
В течение 2018—2021 годов студия занималась ненансированным проектом под названием Legacy, который так и не был доведён до конца. Вместо этого материнская компания требовала разработку проектов по своим внутренним франшизам — играм по вселенной «Гарри Поттер» и комиксам DC Comics. Вследствие организационных проблем, появление которых журналист Джейсон Шрайер возлагает на руководство Warner Bros., ни один из проекта не получил должного развития. В итоге в феврале 2025 года материнская компания Warner Bros. Games закрыла Monolith Productions, а находящийся в разработке проект по франшизе Wonder Woman был отменён.

## Список игр Monolith Productions
| Год      | Название                                        | Платформы               | Платформы                                        | Издатель             |
| Год      | Название                                        | Персональные компьютеры | Игровые приставки                                | Издатель             |
| -------- | ----------------------------------------------- | ----------------------- | ------------------------------------------------ | -------------------- |
| 1997     | Blood                                           | DOS, Windows            | —                                                | GT Interactive       |
| 1997     | Blood: Plasma Pak                               | DOS, Windows            | —                                                | GT Interactive       |
| 1997     | Blood: Cryptic Passage                          | DOS, Windows            | —                                                | GT Interactive       |
| 1997     | Claw                                            | Windows                 | —                                                | Monolith Productions |
| 1998     | Get Medieval                                    | Windows                 | —                                                | Monolith Productions |
| 1998     | Shogo: Mobile Armor Division                    | Windows                 | —                                                | Monolith Productions |
| 1998     | Blood II: The Chosen                            | Windows                 | —                                                | GT Interactive       |
| 1998     | Blood II: The Chosen — The Nightmare Levels     | Windows                 | —                                                | GT Interactive       |
| 1999     | Gruntz                                          | Windows                 | —                                                | Monolith Productions |
| 2000     | Sanity: Aiken's Artifact                        | Windows                 | —                                                | Fox Interactive      |
| 2000     | The Operative: No One Lives Forever             | Windows, macOS          | PlayStation 2                                    | Fox Interactive      |
| 2001     | Aliens versus Predator 2                        | Windows, macOS          | —                                                | Fox Interactive      |
| 2002     | No One Lives Forever 2: A Spy in H.A.R.M.'s Way | Windows, macOS          | —                                                | Sierra Entertainment |
| 2003     | Tron 2.0                                        | Windows, macOS          | —                                                | Disney Interactive   |
| 2003     | Contract J.A.C.K.                               | Windows                 | —                                                | Sierra Entertainment |
| 2005     | The Matrix Online                               | Windows                 | —                                                | Sega                 |
| 2005     | F.E.A.R.                                        | Windows                 | —                                                | Sierra Entertainment |
| 2005     | Condemned: Criminal Origins                     | Windows                 | Xbox 360                                         | Sega                 |
| 2008     | Condemned 2: Bloodshot                          | —                       | Xbox 360, PlayStation 3                          | Sega                 |
| 2009     | F.E.A.R. 2: Project Origin                      | Windows                 | Xbox 360, PlayStation 3                          | Warner Bros. Games   |
| 2012     | Gotham City Impostors                           | Windows                 | Xbox 360, PlayStation 3                          | Warner Bros. Games   |
| 2012     | Guardians of Middle Earth                       | —                       | Xbox 360, PlayStation 3                          | Warner Bros. Games   |
| 2014     | Middle-earth: Shadow of Mordor                  | Windows                 | Xbox 360, Xbox One, PlayStation 3, PlayStation 4 | Warner Bros. Games   |
| 2017     | Middle-earth: Shadow of War                     | Windows                 | Xbox One, PlayStation 4                          | Warner Bros. Games   |
| отменена | Wonder Woman                                    | Windows                 | PlayStation 5, Xbox Series X/S                   | Warner Bros. Games   |

### Изданные
- 1998 — Rage of Mages (Аллоды: Печать Тайны) (Windows)
- 1999 — Rage of Mages II: Necromancer (Аллоды II: Повелитель душ) (Windows)
- 1999 — Gorky 17 (Windows)
- 1999 — Septerra Core: Legacy of the Creator (Windows)

### Игровые движки
Monolith была разработана серия игровых движков Lithtech.